# PGC 8161
PGC 8161, auch UGC 1626, ist eine Balken-Spiralgalaxie im Sternbild Andromeda am Nordsternhimmel. Sie ist etwa 254 Millionen Lichtjahre von der Milchstraße entfernt und hat einen Durchmesser von etwa 130.000 Lichtjahren. Vom Sonnensystem aus entfernt sich das Objekt mit einer errechneten Radialgeschwindigkeit von näherungsweise 5.500 Kilometern pro Sekunde. Gemeinsam mit 2MASX J02082216+4128061, am Ende eines ihrer Spiralarme, bildet sie das Galaxienpaar ARP 74.
Halton Arp gliederte seinen Katalog ungewöhnlicher Galaxien nach rein morphologischen Kriterien in Gruppen. Diese Galaxie gehört zu der Klasse Spiralgalaxien mit einem kleinen Begleiter hoher Flächenhelligkeit auf einem Arm.
Im selben Himmelsareal befinden sich unter anderem die Galaxien PGC 8139, PGC 8287, PGC 8294, PGC 8323.